# United States
xxx